# Chaetilia paucidens
Chaetilia paucidens là một loài chân đều trong họ Chaetiliidae. Loài này được Menzies miêu tả khoa học năm 1962.